# Batalla de Dupplin Moor
La batalla de Dupplin Moor fou un enfrontament entre les forces lleials a l'infant David II d'Escòcia, fill del rei Robert Bruce, i els rebels liderats per Eduard Balliol. Fou el primer enfrontament de La Segona Guerra d'Independència (1332-1357) lliurada a Escòcia.

## Rerefons
La mort del rei Robert I d'Escòcia el 1329 va deixar la corona en mans d'un infant de quatre anys, David II (1329–1371). Aquest moment fou aprofitat pels desheretats, nobles i senyors escocesos que durant les guerres anglo-escoceses s'havien aliat amb els anglesos i que després de la derrota patida a la batalla de Bannockburn havien perdut títols, terres i propietats a mans de Robert Bruce i els seus.
El líder dels desheretats, Eduard Balliol, va retornar del seu exili a França l'hivern del 1331 i va demanar ajuda al rei anglès Eduard III. Aquest va beneir l'expedició, si bé, per mar i no per terra, ja que el tractat de Northampton no permetia que tropes angleses travessessin el riu Tweed.
Les tropes de Balliol i Henry de Beaumont sumaven uns 500 cavallers i 1000 infants, la majoria arquers. El 20 de juliol arribaven les notícies de la mort del guardià d'Escòcia, Thomas Randolph, moment que Balliol va aprofitar per donar les ordres de salpar.

## Batalla
La flota rebel va partir el 31 de juliol des de diversos ports de Yorkshire fins Kinghorn i des d'allí marxaren cap a Dunfermline i Perth. El 10 d'agost acamparen al sud del Riu Earn, descobrint que el nou regent Donald, Senyor de Mar, havia pres posicions a la ribera nord, amb un exèrcit molt més nombrós. A més, un segon exèrcit escocès liderat per Patrick, Senyor de Dunbar, s'aproximava per la rereguarda.
El pànic es va apoderar dels homes de Balliol, que acusaren el seu segon, Henry Beaumont, d'haver-los traït i portat a una trampa, però aquest, que era sens dubte el soldat amb més experiència militar d'ambdós bàndols, va reaccionar amb calma i precisió. Conscient que no podia permetre que els dos exèrcits escocesos unissin forces, va ordenar un atac sorpresa i nocturn contra el regent.
Els escocesos estaven tan confiats de la victòria que es passaren la nit bevent i ni tan sols disposaren de sentinelles. Mentrestant, un petit contingent anglès liderat per Sir Alexander Mowbray i guiats per un traïdor (Murray de Tullibardine), creuava el riu i s'apoderava d'una petita fortificació a un costat del campament escocès, mentre la resta de l'exèrcit ocupava posicions en un petit turó a l'altra banda.
A l'alba de l'11 d'agost, Mar s'adonà que havia estat envoltat i que els anglesos havien disposat els arquers en els extrems d'una formació de mitja lluna. Lord Robert Bruce, fill il·legítim del rei Robert, acusà Mar de traïció i incompetència i va ordenar els seus homes carregar contra els anglesos. Mar el va imitar, i les falanges escoceses, desorganitzades i sense un líder clar, van avançar cap a l'enemic que els va rebre amb una pluja constant de fletxes. Els arquers anglesos podien disparar molt ràpid i els escocesos, mal protegits, eren blanc fàcil.
Els homes de Bruce foren els primers a arribar a les posicions angleses, però el foc dels arquers des dels flancs era tan mortal que les ales escoceses es retiraren cap al centre, on Beaumont concentrava tots els seus cavallers i llancers. Quan Bruce va intentar reorganitzar-se, es va veure envestit pels homes de Mar, que en la seva pròpia càrrega van topar contra ell, causant tantes o més víctimes que els anglesos.
Es diu que els cossos dels escocesos s'apilaren en una alçada tan alta com una llança. Els anglesos es limitaren a tancar el cercle i rematar els supervivents. Bruce i Mar caigueren morts, així com molts altres nobles i entre 2.000 i 13.000 homes. Els anglesos en perderen 33.

## Fets posteriors
La Batalla de Dupplin Moor fou la pitjor derrota que els escocesos havien patit des de la batalla de Falkirk, 34 anys abans, colpejant amb força la moral que havien guanyat després de totes les victòries aconseguides pel rei Robert I d'Escòcia. Això podria explicar perquè Dunbar, que tenia les seves forces intactes, no va gosar enfrontar-se a Balliol, malgrat que aquests estaven cansats i en inferioritat numèrica.
Poques setmanes després, Balliol era coronat rei, encara que es trobava aïllat i amb molt poc suport entre la població. El desembre d'aquell mateix any, fou derrotat en la batalla d'Annan i obligat a fugir de nou a Anglaterra.